# Etničke grupe Bermuda
Etničke grupe Bermuda 65.000 stanovnika (UN Country Population; 2008)
- Afrobermuđani	40.000
- Bermuđani,	4.600
- Britanci	600
- Filipinci	500
- Portugalci	2.400
- Tamili, cejlonski 200
- Židovi	20